# Japonska Formula 3
Japonska Formula 3 (japonsko 全日本F3選手権) je vsakoletno dirkaško prvenstvo formul na Japonskem, ki poteka od leta 1979. V prvem desetletju serije je bila konkurenca večinsko domača, nato pa se je povečalo tudi število tujih dirkačev, tako da sta od sezone 1991 naslov prvaka osvojila le še dva Japonca. Štirje prvaki so kasneje nastopali tudi v Formuli 1, Toshio Suzuki, Naoki Hattori, Pedro de la Rosa in Adrian Sutil.

## Prvaki
| Leto | Dirkač                 |
| ---- | ---------------------- |
| 1979 | Tošio Suzuki           |
| 1980 | Šuuroku Sasaki         |
| 1981 | Osamu Nakako           |
| 1982 | Kengo Nakamoto         |
| 1983 | Jošimasa Fudživara     |
| 1984 | Šudžirou Hjodou        |
| 1985 | Kodži Sato             |
| 1986 | Akio Morimoto          |
| 1987 | Ross Cheever           |
| 1988 | Akihiko Nakala         |
| 1989 | Masahiko Kagelama      |
| 1990 | Naoki Hattori          |
| 1991 | Paulo Carcasci         |
| 1992 | Anthony Reid           |
| 1993 | Tom Kristensen         |
| 1994 | Michael Krumm          |
| 1995 | Pedro de la Rosa       |
| 1996 | Juichi Wakisaka        |
| 1997 | Tom Coronel            |
| 1998 | Peter Dumbreck         |
| 1999 | Darren Manning         |
| 2000 | Sebastien Philippe     |
| 2001 | Benoit Treluyer        |
| 2002 | Takaši Kogure          |
| 2003 | James Courtney         |
| 2004 | Ronnie Quintarelli     |
| 2005 | Joao Paulo De Oliveira |
| 2006 | Adrian Sutil           |
| 2007 | Kazuja Ošima           |
| 2008 | Carlo van Dam          |
| 2009 | Marcus Ericsson        |
| 2010 | Judži Kunimoto         |